# Il Giornaletto
Il Giornaletto è stata una pubblicazione settimanale per ragazzi di ispirazione cattolica esordita nel 1910 e pubblicata fino al 1916; pubblicava racconti di narrativa a puntate e vignette, accompagnate da didascalie, sul modello del Corriere dei Piccoli realizzate graficamente ricalcando serie a fumetti statunitensi come Buster Brown e Bibì e Bibò, modificandone però le trame con intenti pedagogici.